# كانيانو أميترنو
كانيانو أميترنو (بالإيطالية: Cagnano Amiterno)‏ هي بلدية في مقاطعة لاكويلا في إقليم أبروتسو الإيطالي.

## السكان
في سنة 1861 بلغ عدد السكان 2٬478 نسمة، وتطور العدد ليصل في سنة 2011 لـ 1٬383 نسمة.
يظهر هذا المخطط البياني تطور النمو السكاني لـ كانيانو أميترنو